# KBS 2TV 주말 드라마
《KBS 2TV 주말 드라마》는 KBS 2TV에서 매주 주말 오후 20시에 방송 중인 연속극 드라마 프로그램이다.

## 개요
연속극 드라마 형식으로 방송 중이다.

## 역사
1980년에 시작된 KBS 2TV 개국과 더불어 매주 토요일과 일요일 황금 시간대(오후 8시 전후)에 편성되어, 가족이 함께 시청할 수 있는 장편 드라마로 자리매김하였다. 초기 작품들은 가족애와 사랑, 그리고 인생사의 굴곡을 사실적으로 묘사함으로써 시청자들의 깊은 공감을 이끌어냈다.
1990년대에 이르러 국민 드라마라는 수식어를 얻을 정도로 대중적 인기를 구가하였다. 특히 《딸부잣집》(1994)과 《목욕탕집 남자들》(1995)은 시청률 50%에 육박하였으며, 《첫사랑》(1996)은 65.8%라는 대한민국 드라마 역사상 최고 시청률을 기록하였다. 이 시기의 작품들은 세대 간 갈등, 효와 가족애, 사랑과 희생의 가치를 주제로 하여 한국 사회의 보편적 정서를 대변하였다.
2000년대에 들어서면서 단순한 가족극의 틀을 넘어, 멜로드라마·코미디·액션을 결합한 다채로운 시도를 감행하였다. 또한 전통적 대가족 중심의 이야기에서 벗어나 핵가족 및 다양한 가족 형태를 다루며, 시대적 변화를 반영하였다.
2010년대 이후 현대 사회의 변화상을 반영하여, 세대 간 갈등과 화합, 그리고 다양한 가족상을 주요 소재로 삼았다. 특히 《아버지가 이상해》(2017), 《가족끼리 왜 이래》(2014), 《왕가네 식구들》(2013), 《하나뿐인 내편》(2018) 등은 가족이라는 울타리 안에서 발생하는 갈등과 화해를 유쾌하면서도 감동적으로 담아내어 폭넓은 시청층의 지지를 얻었다.
2020년대에 들어서 한국 대중문화의 한 축을 담당하고 있다. 2025년 현재 방영 중인 《화려한 날들》(Our Golden Days)은 정일우, 정인선, 윤현민 등이 출연하여 세대 간의 갈등과 이해를 그리며, 가족의 본질적 가치를 재조명하고 있다.

## 프로그램 리스트
- 아래 드라마 프로그램들은 2003년 이전에 제작 · 방송했으며 부득이하게 일부 장면에서 흡연 장면 · 담배 소품이 노출될 수 있으며 시청자 여러분들의 양해를 바랍니다.
- 아래 드라마 프로그램들은 2002년 11월 이후 시청 가능 연령을 표시하는 드라마 프로그램 등급 제도를 의무적으로 시행하여 현재까지 이어지고 있습니다.
- 2017년 3월 1일부터 TV 프로그램 등급 표시 외에 주제, 폭력성, 선정성, 언어, 모방 위험 등 분류 사유 표시를 의무적으로 시행하고 있습니다.

### 1980년대
- 《축복》 : 1980년 12월 6일 ~ 1980년 12월 28일
- 《눈동자》 : 1981년 1월 3일 ~ 1981년 4월 19일
- 《환상의 공포》 : 1981년 4월 25일 ~ 7월 19일
- 《달무리》 : 1981년 8월 1일 ~ 1981년 12월 26일
- 《서울의 지붕 밑》 : 1982년 1월 2일 ~ 5월 1일
- 《순애》 : 1982년 5월 8일 ~ 1982년 12월 26일
- 《해빙》 : 1983년 1월 8일 ~ 1983년 3월 27일
- 《청춘 행진곡》 : 1983년 4월 2일 ~ 1983년 12월 25일
- 《미망인》 : 1984년 1월 7일 ~1984년 7월 22일
- 《봉선화》 : 1984년 7월 28일 ~ 1984년 12월 30일
- 《열망》 : 1985년 1월 5일 ~ 1985년 9월 29일
- 《초원에 뜨는 별》 : 1985년 11월 16일 ~ 1985년 2월 9일
- 《그대의 초상》 : 1986년 2월 15일 ~ 1986년 8월 3일
- 《내 마음 별과 같이》 : 1986년 8월 9일~1987년 3월 1일
- 《애정의 조건》 : 1987년 3월 7일 ~ 8월 30일
- 《타인》 : 1987년 9월 5일 ~ 1988년 2월 28일
- 《순심이》 : 1988년 3월 5일 ~ 1988년 9월 11일
- 《은혜의 땅》 : 1988년 10월 8일 ~ 1989년 4월 16일
- 《사랑의 굴레》 : 1989년 4월 22일 ~ 1989년 10월 8일
- 《달빛가족》 : 1989년 10월 14일~1990년 4월 8일

### 1990년대
- 《꽃 피고 새 울면》 : 1990년 5월 19일 ~ 1990년 10월 14일
- 《야망의 세월》 : 1990년 10월 20일 ~ 1991년 10월 20일
- 《여자의 시간》 : 1991년 10월 26일 ~ 1992년 4월 26일
- 《숲속의 바람》 : 1992년 5월 2일 ~ 1992년 10월 11일
- 《사랑을 위하여》 : 1992년 10월 17일 ~ 1993년 4월 25일
- 《연인》 : 1993년 5월 1일 ~ 10월 17일
- 《청춘극장》 : 1993년 10월 23일 ~ 1994년 1월 2일
- 《남자는 외로워》 : 1994년 1월 8일 ~ 1994년 8월 28일
- 《딸부잣집》 : 1994년 9월 3일 ~ 1995년 4월 30일

#### 오후 7시 시간대 주말 드라마
- 《젊은이의 양지》 : 1995년 5월 6일 ~ 1995년 11월 12일
- 《목욕탕집 남자들》 : 1995년 11월 18일 ~ 1996년 9월 1일
- 《첫사랑》 : 1996년 9월 7일 ~ 1997년 4월 20일
- 《파랑새는 있다》 : 1997년 4월 26일 ~ 1997년 11월 30일 (특별 기획 드라마로 방송)
- 《웨딩 드레스》 : 1997년 12월 6일 ~ 1998년 2월 15일
- 《아씨》 : 1998년 2월 21일 ~ 1998년 3월 29일
- 《야망의 전설》 : 1998년 4월 4일 ~ 1998년 10월 25일 (건국 50주년 특별 기획으로 방송)
- 《종이학》 : 1998년 10월 31일 ~ 1999년 5월 2일
- 《유정》 : 1999년 5월 8일 ~ 11월 14일
- 《사랑하세요?》 : 1999년 11월 20일 ~ 2000년 3월 19일

#### 오후 8시 시간대 주말 드라마
- 《KBS 테마 드라마》 : 1997년 6월 14일 ~ 7월 6일
- 《전설의 고향》 : 1997년 7월 12일 ~ 1997년 10월 5일
- 《아씨》 : 1997년 10월 11일 ~ 1998년 2월 15일
- 《림꺽정》 : 1998년 10월 17일 ~ 1997년 11월 15일

### 2000년대
- 《꼭지》 : 2000년 3월 25일 ~2000년 9월 10일
- 《태양은 가득히》 : 2000년 9월 16일 ~ 2001년 3월 18일
- 《푸른 안개》 : 2001년 3월 24일 ~ 2001년 5월 27일
- 《동양극장》 : 2001년 6월 9일 ~ 2001년 9월 9일
- 《아버지처럼 살기 싫었어》 : 2001년 9월 15일 ~ 2002년 2월 24일
- 《내사랑 누굴까》 : 2002년 3월 2일 ~ 2002년 12월 29일
- 《저 푸른 초원 위에》 : 2003년 1월 4일 ~ 2003년 6월 29일
- 《보디가드》 : 2003년 7월 5일 ~ 2003년 9월 14일
- 《진주 목걸이》 : 2003년 9월 20일 ~ 2004년 3월 14일
- 《애정의 조건》 : 2004년 3월 20일 ~ 2003년 10월 10일
- 《부모님전상서》 : 2004년 10월 16일 ~ 2005년 6월 5일
- 《슬픔이여 안녕》 : 2005년 6월 11일 ~ 2006년 1월 1일
- 《인생이여 고마워요》 : 2006년 1월 7일 ~  2006년 3월 26일
- 《소문난 칠공주》 : 2006년 4월 1일 ~ 2006년 12월 31일
- 《행복한 여자》 : 2007년 1월 6일 ~ 2007년 7월 21일
- 《며느리 전성시대》 : 2007년 7월 28일 ~ 2008년 1월 20일
- 《엄마가 뿔났다》 : 2008년 2월 2일 ~ 2008년 9월 28일
- 《내 사랑 금지옥엽》 : 2008년 10월 4일 ~ 2009년 4월 5일
- 《솔약국집 아들들》 : 2009년 4월 11일 ~ 2009년 10월 11일
- 《수상한 삼형제》 : 2009년 10월 17일 ~ 2010년 6월 13일

### 2010년대
- 《결혼해주세요》 : 2010년 6월 19일 ~ 2010년 12월 26일
- 《사랑을 믿어요》 : 2011년 1월 1일 ~ 2011년 7월 31일
- 《오작교 형제들》 : 2011년 8월 6일 ~ 2012년 2월 19일
- 《넝쿨째 굴러온 당신》 : 2012년 2월 25일 ~ 2012년 9월 9일
- 《내 딸 서영이》 : 2012년 9월 15일 ~ 2013년 3월 3일
- 《최고다 이순신》 : 2013년 3월 9일 ~ 2013년 8월 25일
- 《왕가네 식구들》 : 2013년 8월 31일 ~ 2014년 2월 16일
- 《참 좋은 시절》 : 2014년 2월 22일 ~ 2014년 8월 10일
- 《가족끼리 왜 이래》 : 2014년 8월 16일 ~ 2015년 2월 15일
- 《파랑새의 집》 : 2015년 2월 21일 ~ 2015년 8월 9일
- 《부탁해요, 엄마》 : 2015년 8월 15일 ~ 2016년 2월 14일
- 《아이가 다섯》 : 2016년 2월 20일 ~ 2016년 8월 21일
- 《월계수 양복점 신사들》 : 2016년 8월 27일 ~ 2017년 2월 26일
- 《아버지가 이상해》 : 2017년 3월 4일 ~ 2017년 8월 27일
- 《황금빛 내 인생》 : 2017년 9월 2일 ~ 2018년 3월 11일
- 《같이 살래요》 : 2018년 3월 17일 ~ 2018년 9월 9일
- 《하나뿐인 내편》 : 2018년 9월 15일 ~ 2019년 3월 17일
- 《세상에서 제일 예쁜 내 딸》 : 2019년 3월 23일 ~ 2019년 9월 22일
- 《사랑은 뷰티풀 인생은 원더풀》 : 2019년 9월 28일 ~ 2020년 3월 22일

### 2020년대
- 《한 번 다녀왔습니다》 : 2020년 3월 28일 ~ 2020년 9월 13일
- 《오! 삼광빌라!》 : 2020년 9월 19일 ~ 2021년 3월 7일
- 《오케이 광자매》 : 2021년 3월 13일 ~ 2021년 9월 18일
- 《신사와 아가씨》 : 2021년 9월 25일 ~ 2022년 3월 27일
- 《현재는 아름다워》 : 2022년 4월 2일 ~ 2022년 9월 18일
- 《삼남매가 용감하게》 : 2022년 9월 24일 ~ 2023년 3월 19일
- 《진짜가 나타났다!》 : 2023년 3월 25일 ~ 2023년 9월 10일
- 《효심이네 각자도생》 : 2023년 9월 16일 ~ 2024년 3월 17일
- 《미녀와 순정남》 : 2024년 3월 23일 ~ 2024년 9월 22일
- 《다리미 패밀리》 : 2024년 9월 28일 ~ 2025년 1월 26일 (특별 기획 주말 드라마로 방송)
- 《독수리 5형제를 부탁해!》 : 2025년 2월 1일 ~ 2025년 8월 3일
- 《화려한 날들》 : 2025년 8월 9일 ~ 현재

## 제공 시보
- 1998년 4월 ~ 1999년 5월 : LG전자(LG싱싱냉장고 앞에서 뒤에서, DIOS, LG플라톤 등)
- 1999년 5월 ~ 2000년 4월 : 현대증권
- 2002년 9월 ~ 2011년 9월 : SK텔레콤(스피드011, IMT2000, 프리할리데이, 프리에브리데이, 스피드011 스피드010, 현대생활백서, T, T LIVE, 11번가, T 안드로이드, 스마트T.4G LTE 등
- 2009년 4월 : CJ제일제당(백설 올리고당)
- 2010년 7월 : 코웨이(클리베)
- 2011년 1월 : 해피콜
- 2012년 4월 : SK이노베이션
- 2020년 1월 ~ 2023년 6월 : GNM 자연의 품격
- 2023년 7월 1일 ~ 현재 : 현대자동차 현대수소전기차 넥쏘

## 참고 사항
- 《달빛가족》 종영 후 《꽃 피고 새 울면》이 방송되기 전까지 《바람소리》가 1990년 4월 21일부터 1990년 4월 22일까지 재방송으로 편성됐다.

## 같이 보기
| KBS 2TV 주말 프로그램                 |                     |                         |
| 이전                                  | KBS 2TV 주말 드라마 | 다음                    |
| 불후의 명곡 (토요일) 1박 2일 (일요일) | KBS 2TV 주말 드라마 | KBS 2TV 토일 미니시리즈 |
| 오후 6시 5분 오후 6시 10분            | 오후 8시            | 밤 9시 20분             |
|                                       |                     |                         |